# 赵百户村 (章丘市)
赵百户村,中华人民共和国山东省济南市章丘市水寨镇所辖的一个行政村。总人口1477，其中男性742人，女性735人；农业户口1467人，非农业人口10人；18岁以下人口389人，18-35岁人口321人，35-60岁人口563人，60岁以上人口204人（2006年）。耕地面积161公顷（2006年）。行政区划代码370181106228。